# Echeveria nodulosa
Echeveria nodulosa är en fetbladsväxtart som först beskrevs av Bak., och fick sitt nu gällande namn av Christoph Friedrich Otto. Echeveria nodulosa ingår i släktet Echeveria och familjen fetbladsväxter. Inga underarter finns listade i Catalogue of Life.

## Bildgalleri

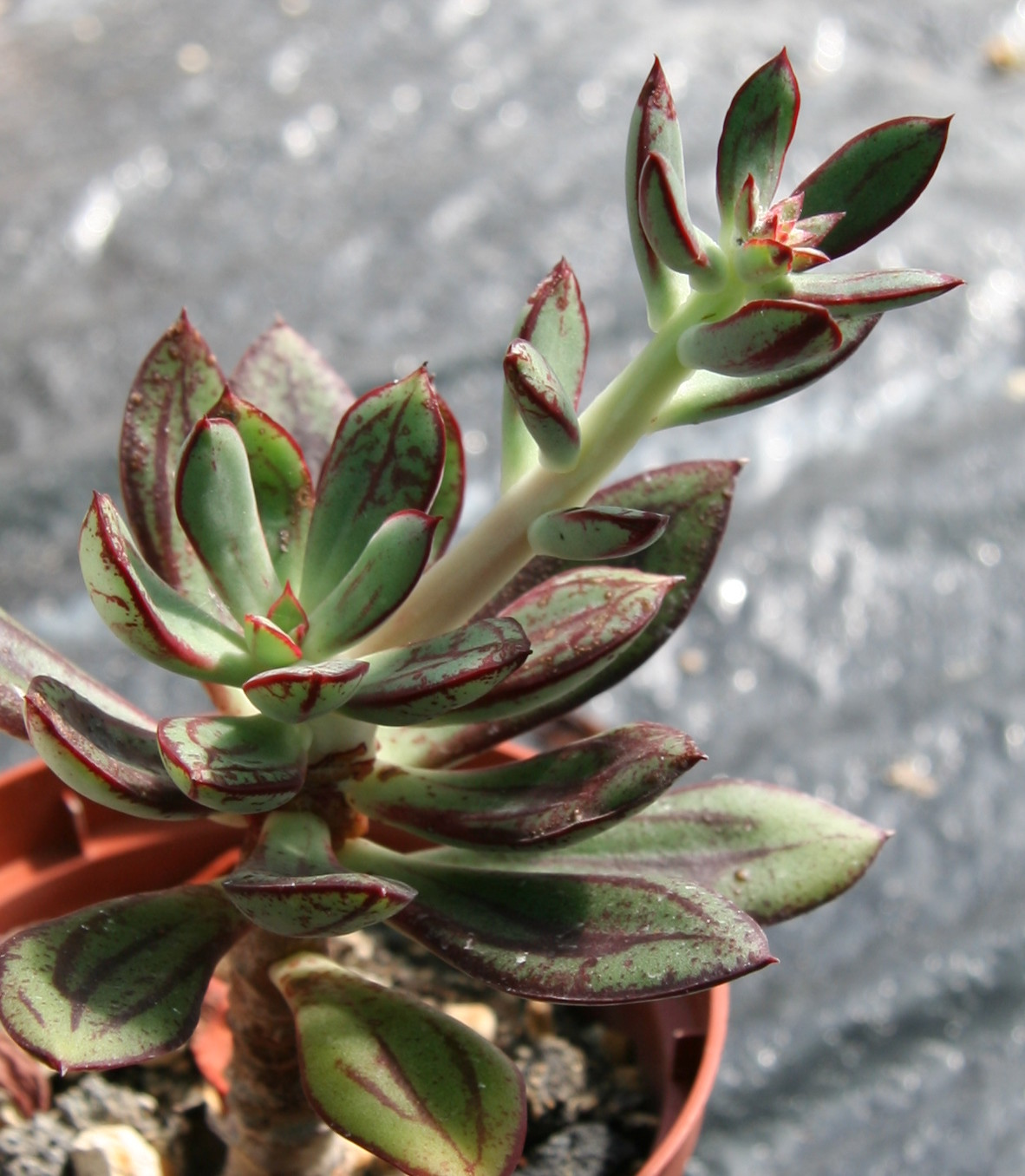
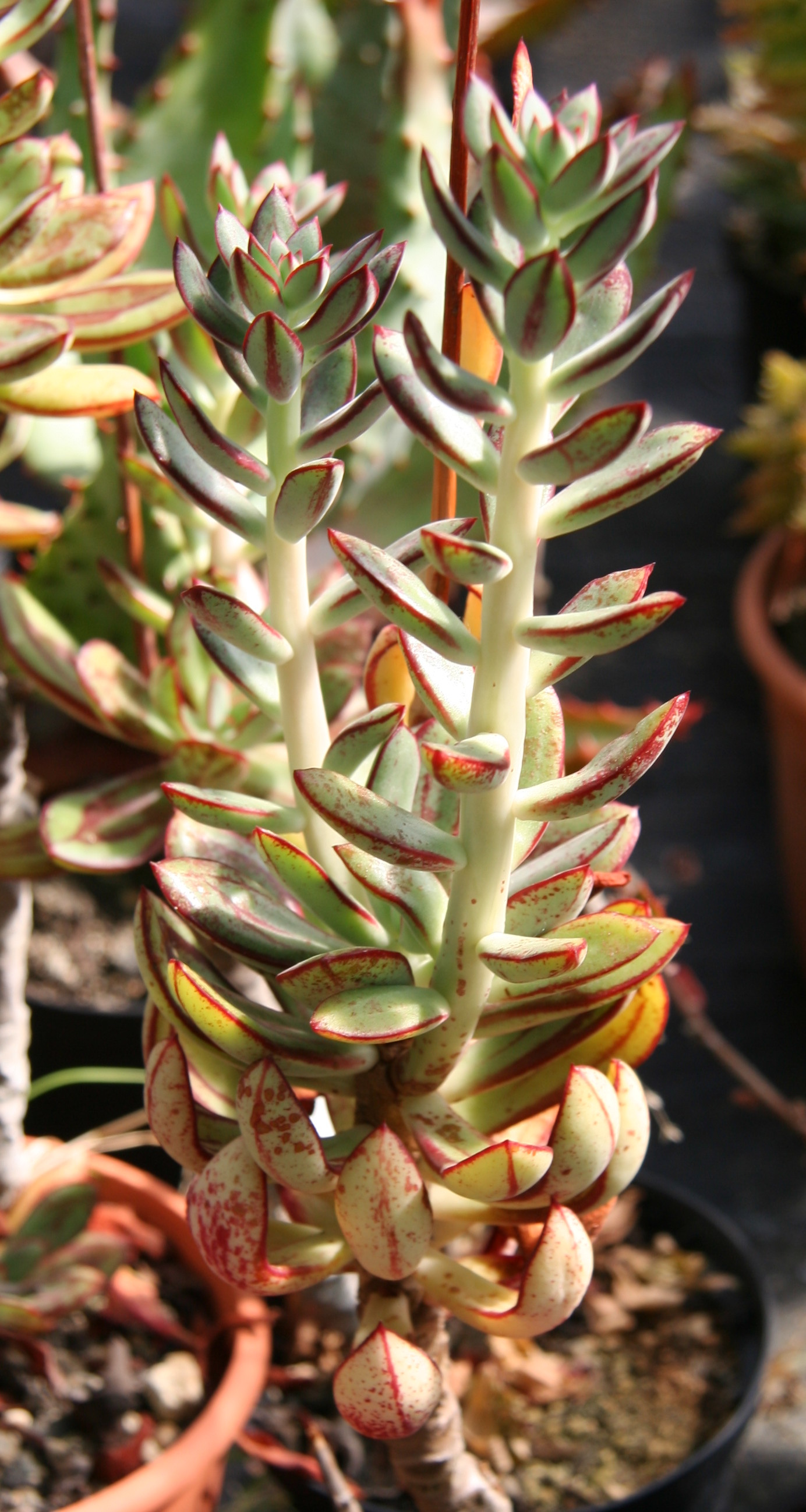
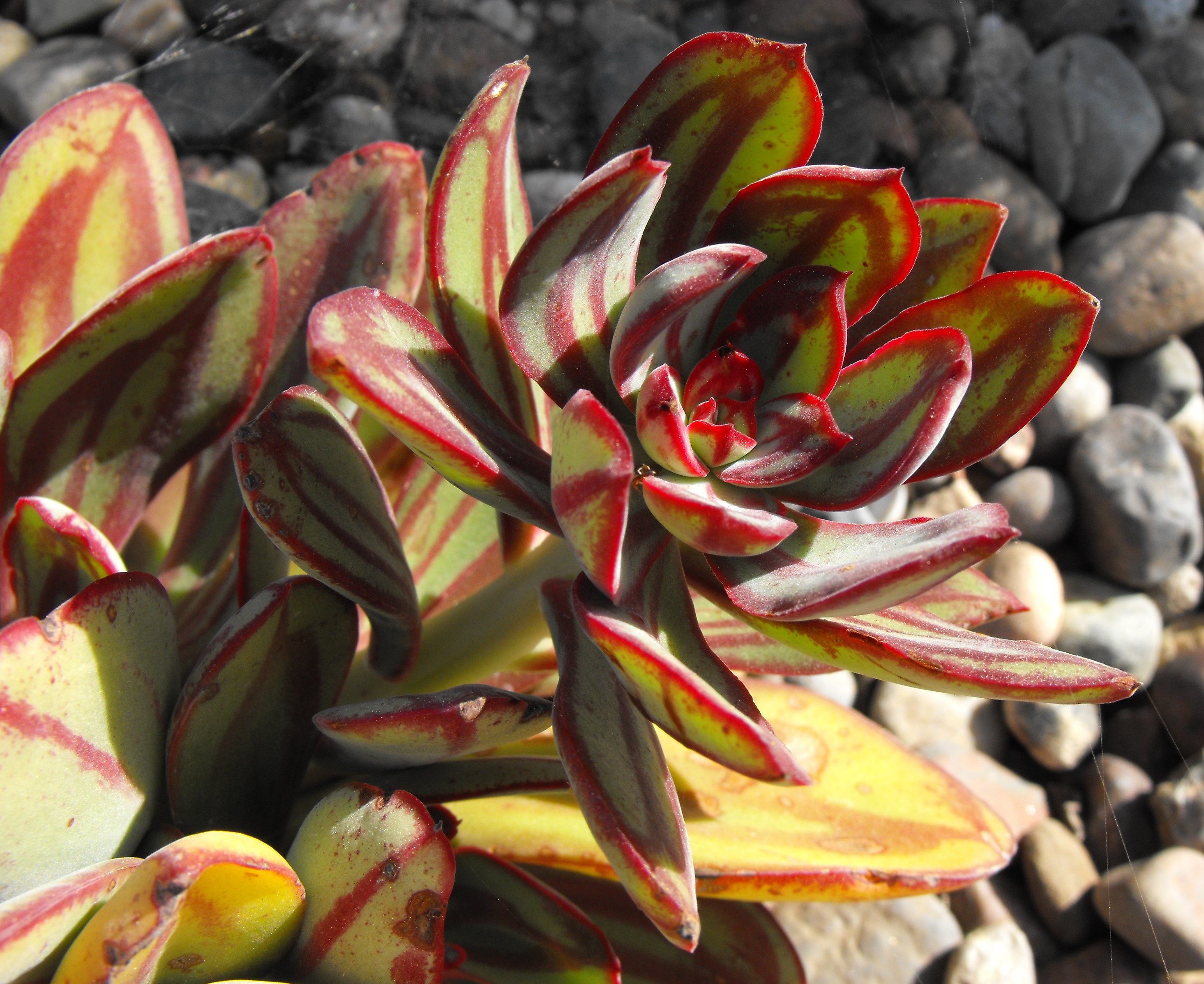